# Patrick Le Hyaric
Patrick Le Hyaric (Orleans, 1957) és un periodista francès. Va ser director del diari L'Humanité de l'any 2000 al 2021, i eurodiputat. És el president de l'Associació pel Pluralisme de Premsa a França.
Prové d'una família d'agricultors i la seva formació és de tècnic agrícola. Va començar a treballar com a periodista a la revista La Terre, que és ecologista i comunista i que en el seu origen, el 1937, havia nascut per a defensar els paysans o camperols. El 1989 va esdevenir director d'aquesta publicació i el 2000 va passar a ser-ho del diari L'Humanité, càrrec que conserva fins a l'actualitat.
Paral·lelament, del 1989 al 2001, va exercir de conseller municipal del municipi de La Courneuve, a l'extrarradi de París, i va ser cap de llista del Partit Comunista francès en les eleccions europees de 2004. El juny de 2009 es va presentar a les eleccions parlamentàries europees com a cap de llista d'una coalició creada per l'ocasió, el Front de Gauche (Front d'Esquerres), formada pel Partit Comunista Francès, el Parti de Gauche (Partit de l'Esquerra) i la Gauche Unitaire (Esquerra Unitària), entre d'altres.